# Колосов Григорій Никифорович
Григорій Никифорович Колосов (нар. 18 листопада 1926) — радянський футболіст та тренер, виступав на позиції півзахисника.

## Життєпис
У 1948-1950 роках грав за «Сталь» / «Металург» (Костянтинівка), в 1953 році — за «Машинобудівник» (Дніпропетровськ) у КФК. У 1953-1954 роках виступав у складі «Металурга» (Дніпропетровська) в класі «Б». У 1954 році зіграв 22 матчі в першості, відзначився трьома голами, учасник півфіналу кубку СРСР. У КФК грав за «Металург» Орджонікідзе (1957), «Металург» Нікополь (1958, 1960). У 1961 році грав за «Трубник» (Нікополь).
У 1962 році — старший тренер «Авангарду» Орджонікідзе. У 1966 — адміністратор, в 1967, 1970 — тренер «Трубника».